# تیپ سوم هنگ‌های لهستانی

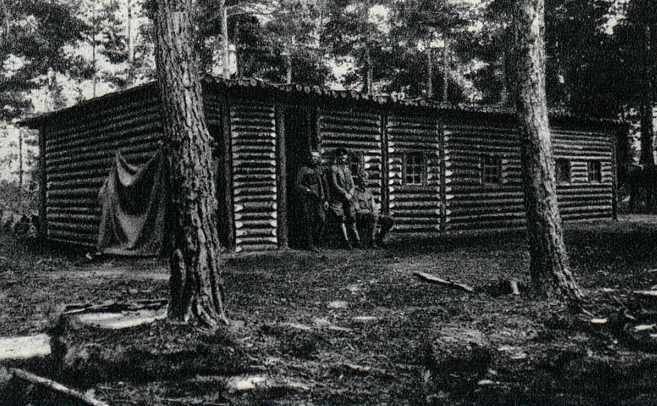
نمایی از یک‌مقر تیپ سوم هنگ‌های لهستانی در جنگ جهانی اول - ۱۹۱۶

تیپ سوم هنگ‌های لهستانی (لهستانی: III Brygada Legionów Polskich) جزئی از هنگ‌های لهستانی در جنگ جهانی اول و زیر نظر ارتش اتریش-مجارستان بود که از ۱۹۱۵ تا ۱۹۱۷ فعالیت نمود.

## تاریخچه
این تیپ تحت فرماندهی زیگموند ژلینسکی در ۸ مه ۱۹۱۵ تأسیس شد و در طول مدت، فرماندهی آن به استانیسواو شپتسکی و بولسواو رویا رسید. در هنگام بحران سوگند در سال ۱۹۱۷ تیپ سوم به مانند تیپ اول از یوزف پیلسودسکی در سوگند نخوردن به قیصر آلمان حمایت کرد و به همین دلیل منحل گشت.

## سازمان
تیپ سوم از دو دسته پیاده‌نظام، یک دسته سواره نظام، یک گردان توپخانه و واحد پشتیبانی برخوردار بود.